# アリン・ドゥデア
アリン・イリエ・ドゥデア（Alin Ilie Dudea 、1997年6月6日 - ）は、ルーマニア・クラヨーヴァ出身のプロサッカー選手。CSMレシツァ所属。ポジションは、ディフェンダー（センターバック、レフトバック）、ミッドフィールダー（セントラルミッドフィールダー）。

## タイトル
ディナモ・ブカレスト
- クパ・リギー: 2016-17

キンディア・トゥルゴヴィシュテ
- リーガII: 2018-19